# San Benito, Chiapas
San Benito är en ort i Mexiko.   Den ligger i kommunen Escuintla och delstaten Chiapas, i den sydöstra delen av landet, 800 km sydost om huvudstaden Mexico City. San Benito ligger 859 meter över havet och antalet invånare är 110.
Terrängen runt San Benito är kuperad västerut, men österut är den bergig. Runt San Benito är det ganska tätbefolkat, med 111 invånare per kvadratkilometer. Närmaste större samhälle är Huixtla, 17,1 km söder om San Benito. I omgivningarna runt San Benito växer i huvudsak städsegrön lövskog.